# ایگور تسلوالینکوف
ایگور تسلوالینکوف (روسی: Игорь Васильевич Целовальников؛ ۲ ژانویهٔ ۱۹۴۴ – ۱ مارس ۱۹۸۶) دوچرخه‌سوار اهل اتحاد شوروی بود که در [بازی‌های المپیک تابستانی در مجموع برندهٔ ۱ مدال طلا شده‌است.